# Nazir Afzal
 (août 2017).
Si vous disposez d'ouvrages ou d'articles de référence ou si vous connaissez des sites web de qualité traitant du thème abordé ici, merci de compléter l'article en donnant les références utiles à sa vérifiabilité et en les liant à la section « Notes et références ».
Nazir Afzal, né le 1er octobre 1962 à Birmingham, en Angleterre, membre de l'Ordre de l'Empire britannique, a été le procureur en chef du procureur du Crown Prosecution Service (CPS) pour le nord-ouest de l'Angleterre de 2011 à 2013. Premier musulman à être nommé à un tel poste, il a été l'avocat musulman le plus âgé de la Grande-Bretagne au sein de la SCP. Il a fait campagne pour les droits des femmes et s'est prononcé contre le mariage forcé, les mutilations génitales féminines et les crimes d'honneur. Il a reçu un OBE en 2005.
Il a également été impliqué dans le renforcement des capacités en Somalie et, plus récemment, il a été le directeur général de l'association des commissaires de la police et du crime. Il a également mené les poursuites dans l'affaire des viols collectifs de Rotherham.